# Félinologie
La félinologie est l’étude des félins,. C'est une branche de la mammalogie.